# Brent Sexton
Brent Sexton (* 12. August 1967 in St. Louis, Missouri) ist ein US-amerikanischer Schauspieler, vor allem bekannt durch seine Rollen aus den Serien The Killing und Bosch.

## Leben und Karriere
Brent Sexton stammt aus St. Louis. 1985 schloss er die Eureka High School ab. Anschließend ging er für eine Zeit lang auf Theatertournee durch die Staaten bis nach Europa, bevor er nach Los Angeles zog, um dort als Schauspieler zu arbeiten. 1989 übernahm er mit einer Gastrolle in der Serie B.L. Stryker seine erste Rolle vor der Kamera. 1994 spielte er eine kleine Rolle im Film The Specialist. Anschließend ging er von 1995 bis 1997 auf Tournee mit einer Produktion des Stücks West Side Story, in dem er die Doppelrolle des Officer Krupke und des Detective Schrank übernahm.
Nach Rückkehr von der Tour trat er anschließend in einer Vielzahl von Serien auf, darunter Profiler, Walker, Texas Ranger, Chicago Hope – Endstation Hoffnung, Hinterm Mond gleich links, Diagnose: Mord, Akte X – Die unheimlichen Fälle des FBI, Für alle Fälle Amy, CSI: Vegas, New York Cops – NYPD Blue, Will & Grace, The Guardian, What’s Up, Dad?, 24, The District – Einsatz in Washington oder The Shield – Gesetz der Gewalt. 2003 war er als Honnycut in der Tragikomödie Sie nennen ihn Radio zu sehen. 2005 wirkte er im Thriller Flightplan – Ohne jede Spur mit. Im selben Jahr übernahm er die Rolle des Harry Manning in der Serie Deadwood, für die er zusammen mit der restlichen Besetzung für einen Screen Actors Guild Award nominiert wurde.
Von 2007 bis 2009 war Sexton in der Serie Life als Officer Robert Stark zu sehen. Von 2011 bis 2012 war er als Stan Larsen in einer der Hauptrollen der Serie The Killing zu sehen. 2013 gehörte er zur Hauptbesetzung der kurzlebigen Serie Ironside. 2016 spielte er die Rolle des Carl Nash in der zweiten Staffel der Serie Bosch. Nach weiteren Gastrollen spielte er zuletzt Nebenrollen in Unsolved und God Friended Me.
Seit Beginn seiner Karriere war Sexton in mehr als 80 Film- und Fernsehproduktionen zu sehen.

## Filmografie (Auswahl)
- 1989–1990: B.L. Stryker (Fernsehserie, 2 Episoden)
- 1994: The Specialist
- 1999: Angel – Jäger der Finsternis (Angel, Fernsehserie, Episode 1x04)
- 1999: Profiler (Fernsehserie, Episode 4x05)
- 1999–2001: Für alle Fälle Amy (Judging Amy, Fernsehserie, 5 Episoden)
- 2000: Walker, Texas Ranger (Fernsehserie, Episode 8x16)
- 2000: Chicago Hope – Endstation Hoffnung (Chicago Hope, Fernsehserie, 6x21)
- 2000: Hinterm Mond gleich links (3rd Rock from the Sun, Fernsehserie, Episode 6x03)
- 2000–2001: Akte X – Die unheimlichen Fälle des FBI (The X-Files, Fernsehserie, 2 Episoden)
- 2001: Diagnose: Mord (Diagnosis: Murder, Fernsehserie, Episode 8x09)
- 2001: Die doppelte Nummer (Double Take)
- 2001: Jack & Jill (Fernsehserie, Episode 2x08)
- 2001: A.I. – Künstliche Intelligenz (A.I. Artificial Intelligence)
- 2001: The Glass House
- 2001: CSI: Vegas (CSI: Crime Scene Investigation, Fernsehserie, Episode 2x02)
- 2001: New York Cops – NYPD Blue (NYPD Blue, Fernsehserie, Episode 9x04)
- 2001: Vanilla Sky
- 2001–2002: Will & Grace (Fernsehserie, 2 Episoden)
- 2002: Genug – Jeder hat eine Grenze (Enough)
- 2002: The Guardian – Retter mit Herz (The Guardian, Fernsehserie, Episode 2x07)
- 2002–2003: Birds of Prey (Fernsehserie)
- 2003: What’s Up, Dad? (My Wife and Kids, Fernsehserie, Episode 3x19)
- 2003: 24 (Fernsehserie, 2 Episoden)
- 2003: Sie nennen ihn Radio (Radio)
- 2003: The District – Einsatz in Washington (The District, Fernsehserie, Episode 4x07)
- 2004: JAG – Im Auftrag der Ehre (JAG, Fernsehserie, Episode 9x17)
- 2004: The Shield – Gesetz der Gewalt (The Shield, Fernsehserie, Episode 3x03)
- 2004: Gauner unter sich (Criminal)
- 2004: Six Feet Under – Gestorben wird immer (Six Feet Under, Fernsehserie, Episode 4x05)
- 2005: Cold Case – Kein Opfer ist je vergessen (Cold Case, Fernsehserie, Episode 2x16)
- 2005: Grey’s Anatomy (Fernsehserie, Episode 1x05)
- 2005: Flightplan – Ohne jede Spur (Flightplan)
- 2005–2006: Deadwood (Fernsehserie, 14 Episoden)
- 2006: Standoff (Fernsehserie, Episode 1x07)
- 2007: Without a Trace – Spurlos verschwunden (Without a Trace, Fernsehserie, Episode 5x15)
- 2007: Weeds – Kleine Deals unter Nachbarn (Weeds, Fernsehserie, Episode 3x11)
- 2007–2009: Life (Fernsehserie, 22 Episoden)
- 2008: W. – Ein missverstandenes Leben (W.)
- 2009: Psych (Fernsehserie, Episode 4x03)
- 2009: The Mentalist (Fernsehserie, Episode 2x10)
- 2010: Lie to Me (Fernsehserie, Episode 3x02)
- 2010–2013: Justified (Fernsehserie, 5 Episoden)
- 2011–2012: The Killing (Fernsehserie, 26 Episoden)
- 2013: Ironside (Fernsehserie, 9 Episoden)
- 2013–2016: Shameless (Fernsehserie, 2 Episoden)
- 2015: American Crime (Fernsehserie, Episode 1x06)
- 2015: Complications (Fernsehserie, 5 Episoden)
- 2015–2016: CSI: Cyber (Fernsehserie, 3 Episoden)
- 2016: Bosch (Fernsehserie, 10 Episoden)
- 2016: Das Belko Experiment (The Belko Experiment)
- 2016: Hawaii Five-0 (Fernsehserie, Episode 7x05)
- 2016: Designated Survivor (Fernsehserie, Episode 1x09)
- 2018: Unsolved (Fernsehserie, 7 Episoden)
- 2018: Dream Corp LLC (Fernsehserie, Episode 2x08)
- 2018–2020: God Friended Me (Fernsehserie, 4 Episoden)
- 2019: Mindhunter (Fernsehserie, Episoden)
- 2019: Unbelievable (Miniserie, 2 Episoden)
- 2020: Chicago P.D. (Fernsehserie, Episode 7x20)
- 2020: Irresistible – Unwiderstehlich (Irresistible)
- 2020–2021: The Expanse (Fernsehserie, 7 Episoden)
- 2021: Hacks (Fernsehserie, Episode 1x03)
- 2021: American Crime Story (Fernsehserie, Episode 3x07)
- 2022: Long Slow Exhale (Fernsehserie, 6 Episoden)
- 2023: Miranda’s Victim
- 2023: Magnum P.I. (Fernsehserie, Episode 5x17)